# ويليام دوغلاس
ويليام دوغلاس (6 يونيو 1903 في نيوزيلندا - 5 يوليو 1981) (بالإنجليزية: William Douglas)‏ هو لاعب كريكت نيوزلندي.

## وصلات خارجية
- ويليام دوغلاس على موقع إي آس بي آن كريك إنفو (الإنجليزية)